# Richard Goodwin Keats
Richard Goodwin Keats (16 janvier 1757 - 5 avril 1834) est un officier de la Royal Navy, atteignant le grade de vice-amiral de l'escadre bleue en 1811 avant de prendre sa retraite en 1812 et, par la suite, d'être nommé gouverneur de Terre-Neuve.

## Biographie
Il est né à Chalton, dans le Hampshire et fait d'abord ses études à l'École de Blundell (où son père, le révérend Richard Keats, est directeur d'école) avant de rejoindre la Royal Navy en 1770.
Ses nombreuses réalisations et compétences lui valent une promotion rapide dans les rangs de l'armée. Sa mauvaise santé l'oblige à prendre sa retraite en 1812. L'année suivante, il est nommé gouverneur de Terre-Neuve et il occupe le poste jusqu'en 1816.
Durant son mandat, le gouvernement britannique décide pour la première fois de vendre aux colons de Terre-Neuve des terres à cultiver. Keats accorde 110 concessions autour de Saint-Jean rien que dans la première année. En 1816, il retourne en Angleterre et est remplacé en tant que gouverneur de Terre-Neuve par Francis Pickmore.
À la retraite, il continue d'avancer en grade et atteignit le grade d'amiral de l'escadre blanche en 1830.